# 컴팩 포터블

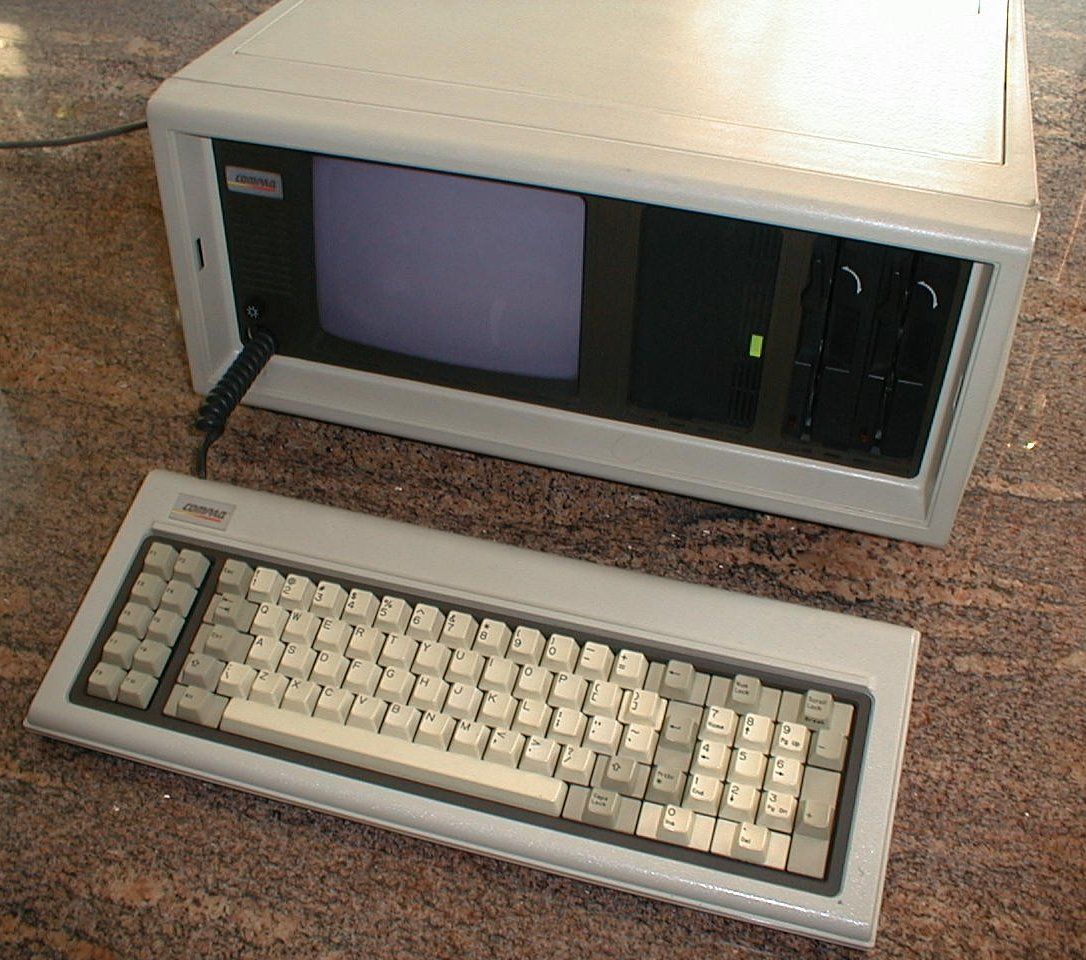
컴팩 포터블

컴팩 포터블(Compaq Portable)은 최초의 IBM PC 호환기종 중 하나인 초기 휴대용 컴퓨터이다. 이는 컴팩 컴퓨터 코퍼레이션의 첫 번째 제품이었으며 컴팩 포터블 시리즈와 이후 컴팩 데스크프로 시리즈가 뒤따랐다. 이는 단순히 마이크로소프트 DOS를 "동일한" PC로 실행하는 8088-CPU 컴퓨터가 아니라 리버스 엔지니어링된 BIOS와 IBM의 PC DOS와 매우 유사하여 거의 모든 응용 소프트웨어가 실행되는 MS-DOS 버전을 포함하고 있었다. 이 컴퓨터는 또한 "올인원" 개념의 초기 변형이었다.
유사하지만 CP/M 기반인 오스본 1 및 케이프로 II 이후 2년 후에 출시되었다. 컬럼비아 데이터 프로덕츠의 MPC 1600 "다중 개인용 컴퓨터"는 1982년 6월에 출시되었다. 다른 "작업 유사"(work-alikes)에는 MS-DOS 및 8088 기반이 포함되었지만 IBM PC 소프트웨어와 완전히 호환되지는 않은 다이나로직 하이페리온(Dynalogic Hyperion), 이글 컴퓨터의 이글 1600 시리즈가 포함되었다. 또, 이글 스피리트 포터블 및 코로나 개인용 컴퓨터를 포함한다. 후자의 두 회사는 BIOS 저작권 침해로 IBM으로부터 위협을 받았고 법원 밖에서 합의하여 BIOS를 다시 구현하는 데 동의했다. MS-DOS 또는 CP/M을 교대로 실행하기 위해 8088 및 Z80 CPU를 모두 갖춘 시쿠아 카멜레온(Seequa Chameleon)도 있었다. 컴팩과 달리 이들 회사 중 다수는 이전에 자일로그의 자일로그 Z80 및 디지털 리서치의 CP/M 운영 체제를 기반으로 한 컴퓨터를 출시했다. 컴팩과 마찬가지로 이들도 IBM PC의 기성 부품의 복제 가능성을 인식했으며 마이크로소프트가 다른 회사에 MS-DOS 라이선스를 부여할 권리를 보유하고 있음을 확인했다. 컴팩만이 완전한 IBM PC 및 PC DOS 소프트웨어 호환성을 목표로 하고 저작권 법적 소송을 방지하기 위해 BIOS를 리버스 엔지니어링함으로써 이를 최대한 활용할 수 있었다.
기타 최신 시스템에는 이그제큐티브 64 또는 유럽에서는 VIP-64라고도 알려진 휴대용 코모도어 SX-64가 포함된다. 이 버전은 8비트 MOS 6510으로 제작된 인기 있는 코모도어 64 가정용 컴퓨터의 서류 가방/여행 가방 크기의 "휴대용" 버전이다. (6502 기반) CPU 마이크로프로세서이자 최초의 풀컬러 휴대용 컴퓨터이다. Z80 및 "업무용" 휴대용 제품과 마찬가지로 컴팩 포터블 시리즈에 직면하여 판매량이 미미해졌다.